# Кушкуль (Аскинский район)
Кушкуль (баш. Ҡушкүл) — деревня в Евбулякском сельсовете Аскинского района Республики Башкортостан России.

## Население
| 2002 | 2009 | 2010 |
| ---- | ---- | ---- |
| 31   | ↗32  | ↘20  |

Согласно переписи 2002 года, преобладающая национальность — башкиры (90 %).

## Географическое положение
Расстояние до:
- районного центра (Аскино): 13 км,
- центра сельсовета (Евбуляк): 8 км,
- ближайшей железнодорожной станции (Куеда): 120 км.